# کورچتوف (دهانه)
کورچتوف یک دهانه برخوردی در ماه‌ است.

## دهانه‌های اقماری
این دهانه ۴ دهانه اقماری دارد.
| Kurchatov | عرض جغرافیایی | طول جغرافیایی | قطر          |
| --------- | ------------- | ------------- | ------------ |
| X         | ۴۱.۳° N       | ۱۳۹.۹° E      | ۱۷.۰ کیلومتر |
| Z         | ۴۱.۰° N       | ۱۴۱.۸° E      | ۲۷.۰ کیلومتر |
| T         | ۳۸.۰° N       | ۱۳۸.۰° E      | ۲۷.۰ کیلومتر |
| W         | ۴۰.۴° N       | ۱۴۰.۴° E      | ۳۳.۰ کیلومتر |